# Народный фронт Латвии

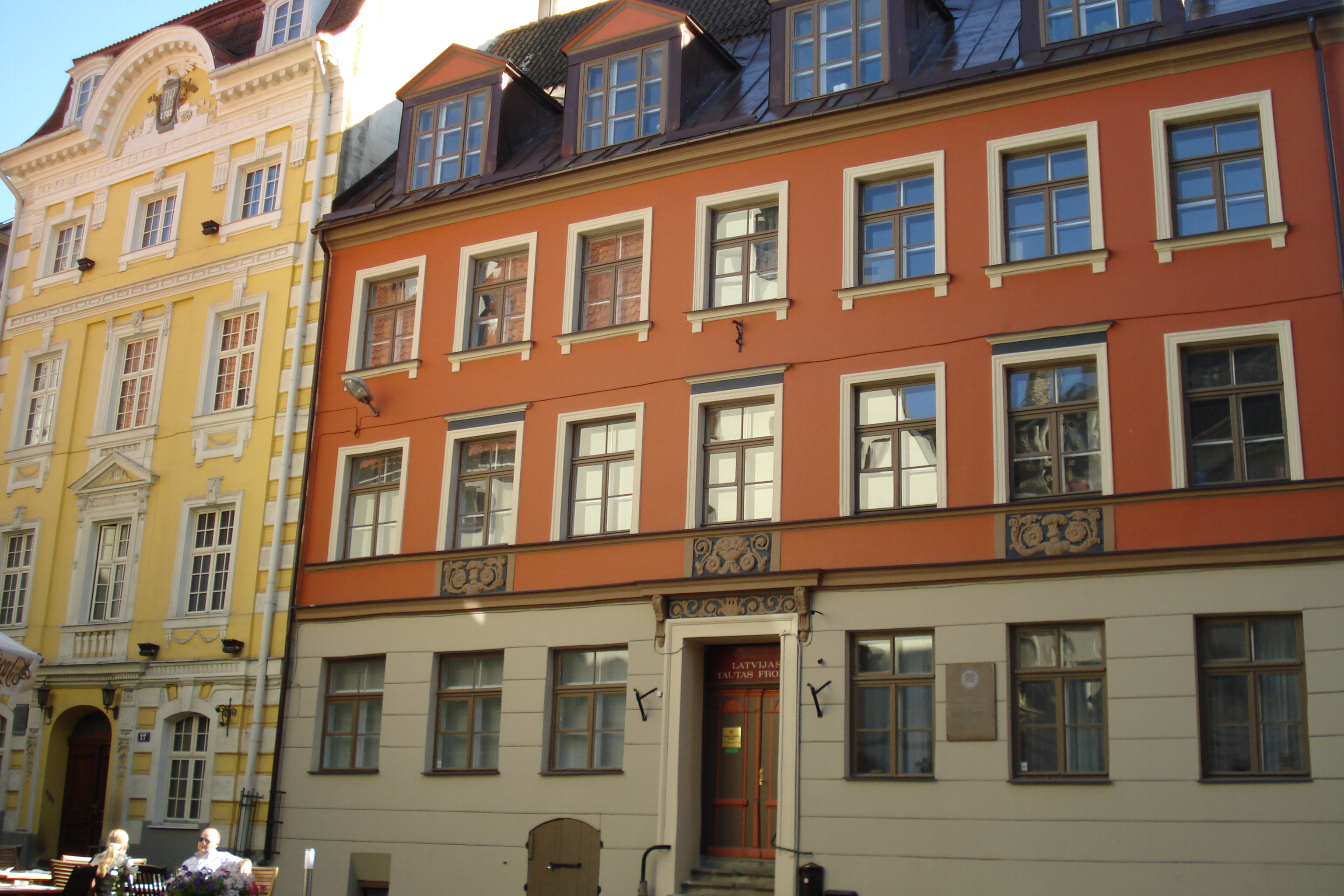
Музей Народного фронта Латвии

Наро́дный фронт Ла́твии, сокращенно Народный фронт или НФЛ (латыш. Latvijas Tautas fronte, LTF) — политическое движение в Латвийской ССР и Латвии в 1988—1993 годах.
Будучи изначально созданным в поддержку перестройки, в дальнейшем выступало за выход Латвии из состава Союза ССР, независимость Латвийской ССР и рыночные реформы.

## История

### Предыстория
Идея создания Народного фронта была озвучена на Пленуме творческих союзов Латвии, который проходил в Риге 1 и 2 июня 1988 года практически синхронно с аналогичными инициативами в Эстонской ССР (там она была озвучена в апреле 1988 года) и Литовской ССР.
Проведению учредительных съездов в трёх советских балтийских республиках предшествовало бурное формирование групп поддержки на предприятиях и в организациях. В Эстонской ССР, например, ко дню проведения учредительного съезда НФЭ их насчитывалось свыше 1500. Учредительный съезд Литовского движения за перестройку, зарегистрированного как «Са́юдис», представляли более тысячи групп поддержки.
19 июля 1988 года в латвийской газете «Padomju Jaunatne» впервые был опубликован призыв о создании НФЛ. «Мы, представители разных общественных групп и национальностей, призываем граждан Латвии объединиться в Народный фронт», — говорилось в письме, подписанном архитектором Петерисом Блумсом, рабочим Владимиром Богдановым, художником Арнольдсом Клотиньшем, музыковедом Диной Купле, писательницей Мариной Костенецкой и журналистом Янисом Рукшансом. По замыслу авторов, одними из направлений деятельности новой организации могли бы стать «обеспечение необратимости процессов перестройки и демократизации» и «осуществление провозглашенных Конституцией СССР права и свобод». Деньги на проведения были получены от Фонда культуры (8000 рублей) и многочисленных частных пожертвований (более 46000). 7 октября в Межапарке прошёл большой митинг «За правовое государство в Латвии», в ходе которого Народному фронту было пожертвовано 98 тысяч рублей и 44 копейки..

### Создание
Народный фронт Латвии был основан 8 октября 1988 года в рижском Доме политического просвещения как народное движение в поддержку перестройки на территории Латвийской ССР. С приветствиями съезду выступили московский публицист Аркадий Ваксберг и армянская поэтесса Сильва Капутикян. Все речи вскоре были изданы отдельным сборником. Были приняты устав и программу организации, а также шестнадцать резолюций по широкому кругу экономических, социальных, правовых, межнациональных, демографических и других проблем. В программе было записано, что НФЛ действует в соответствии с установками резолюций XXVI съезда КПСС и XIX партконференции, на принципах, высказанных коммунистами и трудящимися; выступает за формирование национальных отношений на основе ленинских принципов. Одна из резолюций поддерживала курс ЦК КПСС на обновление, другая требовала прекратить неограниченную миграцию, «угрожающую латышскому народу», а также предписывалось до 1 января 1989 года объявить конкурс проектов мемориала жертв сталинизма.
На первом заседании новоизбранной думы Народного фронта (из 11 человек) был решён вопрос о зарплатах руководства. За образец были взяты зарплаты секретарей ЦК Коммунистической партии Латвии. Председателю НФЛ была определена ежемесячная зарплата в 600 рублей.
Практически одновременно со съездом в Латвии прошли учредительные съезды Народного фронта Эстонии (1 — 2 октября) и движения «Саюдис» в Литве — 22 — 23 октября 1988 года.
Главный офис НФЛ в первое время располагалась в здании Союза писателей Латвийской ССР (Дом Беньяминов). Писательница Марина Костенецкая вспоминала, что латыши приходили сюда, чтобы пожертвовать свой рубль, серебряные латы довоенных времён, столовое серебро, картины.
НФЛ выпускал собственную газету — «Atmoda» (с латыш. — «Пробуждение»), которая выходила на латышском и русском языках. В первом номере, вышедшем 7 октября 1988 года, перед учредительным съездом НФЛ, был опубликован проект устава нового движения.
Д. Иванс по итогам съезда дал интервью газете «Комсомольская правда», в котором, в частности, сказал:

«Я член КПСС. Треть членов НФЛ — тоже коммунисты. Цель фронта — объединить все демократические, прогрессивные силы для создания в Латвии правового государства, демократического общества, где жизнь определяли бы законы, а не произвол или прихоть отдельных руководителей».
«Суверенитета мы будем добиваться для всех, я подчеркиваю, всех, и в интересах всех жителей нашей республики, независимо от их национальности».

«Ни о каком отделении речи вообще не может быть. В Латвии — я говорю это со всей ответственностью — нет такой политической силы, которая может осуществить выход из состава Советского Союза».
«Неоценимую помощь Народному фронту Латвии оказал ближайший сподвижник Горбачёва секретарь ЦК КПСС А. Н. Яковлев, представивший по итогам визита в Латвийскую ССР после XIX Всесоюзной партийной конференции записку в ЦК КПСС, в которой поддержал деятельность НФЛ, как наиболее соответствующую идеям и задачам перестройки», — вспоминал свидетель событий, в конце 1980-х годов первый секретарь Рижского горкома Компартии Латвии А. П. Клауцен.

### Деятельность
В период наивысшей активности НФЛ число его членов достигало 230 тысяч человек.
После учреждения НФЛ активизировались основные центры латышской эмиграции. Конгресс Всемирной организации свободных латышей принял решение сотрудничать с НФЛ, в Мюнстере было открыто её информационное бюро, чтобы установить контакты с Европарламентом в Страсбурге. В марте 1989 года открылось бюро НФЛ в Стокгольме. В том же году министр иностранных дел Швеции Стен Андерссон осудил прежнюю политику своей страны (таким образом, она присоединилась к 60 государствам, не признававших присоединение республик Прибалтики к СССР).
Влиятельные представители латышей, живущих за границей, стали приезжать в Ригу на заседания правления НФЛ. Отвечавший за иностранные дела в думе НФЛ Янис Юрканс сформировал группу, в которую, помимо него, вошли Маврик Вульфсон и Владлен Дозорцев, для переговоров с представителями латышской диаспоры в США, Канаде и Великобритании. Зарубежные командировки представителей НФЛ частично финансировались за счёт латвийских активов, замороженных в американских банках в 1940 году.
НФЛ сотрудничал с Народным фронтом Эстонии и литовским движением «Саюдис». 23 августа 1989 года, в 50-ю годовщину заключения договора между СССР и Германией с последующим присоединением республик Прибалтики к СССР, все три движения осуществили совместную акцию «Балтийский путь». Цепочка, образованная из взявшихся за руки людей, протянулась по территории трёх республик — от башни «Длинный Герман» в Таллине до Башни Гедимина в Вильнюсе.
Первые в советской истории альтернативные выборы делегатов на Съезд народных депутатов СССР завершились в Латвии убедительной победой Народного фронта. Избранный депутатом представитель оппозиционной республиканской силы — Интерфронта — Виктор Алкснис пытался оспорить итоги выборов в заявлении мандатной комиссии съезда, указав, что в нарушение статьи 17 закона «О выборах народных депутатов СССР», требующей образования национально-территориальных округов с равной численностью избирателей, в сельских районах Латвийской ССР были созданы округа, отличавшиеся по численности в четыре раза — от 28,8 тысячи человек (308-й округ) до 127,3 тысячи человек (290-й округ, в то время как арифметически средняя численность избирательного округа в республике должна была составлять около 62 тыс. человек. Таким образом искусственно были ограничены права горожан и рабочего класса избрать своих депутатов, а большинство в латвийской делегации получили депутаты, избранные от маленьких сельских округов: из 11 членов думы НФЛ, избранных народными депутатами СССР, 10 баллотировались по этим округам.
7-8 октября 1989 года прошёл второй съезд НФЛ. Присутствовали 1046 делегатов, среди которых 24 % — члены КПСС, 94,5 % — латыши. На нём были приняты новые программа и устав, выбраны руководящие органы. Д. Иванс обозначил цель НФЛ таким образом: «Мы пришли к тому моменту, когда Народному фронту необходимо взять реальную ответственность за политическую, экономическую, социальную и национальную обстановку в республике». Был провозглашён этап «восстановления государственной независимости Латвии, создания демократической парламентской республики». Экономическая модель будущего государства должна была базироваться на частной собственности, в качестве гаранта новой хозяйственной системы рассматривалось введение собственной денежной единицы, банковской системы и таможни для защиты внутреннего рынка республики. Съезд потребовал от Верховного совета республики признать незаконными выборы в Народный сейм Латвии 14-15 июля 1940 года и их результаты, а декларации об образовании Латвийской ССР и её вступлении в состав СССР «не имеющими силу с момента их принятия». Были приняты резолюции об оценке политических событий 1940 года, о службе латышей в Вооружённых Силах СССР, об отношении к коллективизации и др. Председателем НФЛ был переизбран Д. Иванс.
На выборах в Верховный Совет Латвийской ССР 18 марта 1990 года НФЛ получил свыше 1 миллиона голосов и 122 места из 201 (58 %; позднее к фракции присоединилось ещё девять депутатов, образовалось квалифицированное большинство, 68,2 % депутатов, в том числе около 19 депутатов от Независимой компартии Латвии). Его представитель А. В. Горбунов с июля 1989 по июль 1993 был председателем Верховного Совета Латвии, а Иварс Годманис сформировал правительство (которое возглавлял до августа 1993), в которое вошли 7 членов НФЛ и 15 независимых..
При составлении правительства И. Годманис консультировался с представителем прежней власти — председателем Госплана Латвийской ССР Миервалдисом Раманом. Он опирался также на бывшего председателя Совета министров Латвийской ССР В. Э. Бресиса.
4 мая 1990 года Верховный Совет Латвийской ССР принял Декларацию о восстановлении независимости. Текст этой декларации Д. Иванс, А. Горбунов и В. Э. Бресис ещё в марте 1990 года возили в Москву, для ознакомления генерального секретаря ЦК КПСС М. С. Горбачёву и председателю правительства СССР Н. И. Рыжкову.
На третьем съезде Латвийского народного фронта 6-7 октября 1990 председателем НФЛ был избран Ромуальдас Ражукас. После январских событий 1991 года в Литве НФЛ призвал народ Латвии противостоять возможной военной агрессии войск СССР.

### Прекращение деятельности
После достижения главной политической цели Народного фронта — восстановления независимости Латвии — НФЛ стал проводником экономических реформ в Латвии. Перевод социалистической экономики на рыночные рельсы был очень болезненным, и руководство Народного фронта стремительно теряло популярность у избирателей. Многие деятели НФЛ перешли в новые политические партии.
На выборах в Сейм в июне 1993 года Народный фронт получил только 2,62 % голосов избирателей и не преодолел электоральный барьер (на выборах 1995 года — 1,17 %).
На восьмом съезде НФЛ в мае 1996 года был реорганизован в Христианскую народную партию (латыш. Kristīgā Tautas partija), но это не принесло успеха. В конечном счёте ХНП влилась в Христианско-демократический союз (латыш. Kristīgi demokratiskā savienība). При этом неправительственная организация под названием НФЛ продолжала действовать. После поражения трёхпартийного блока, куда входил ХДС на выборах 1998 года (блок набрал 2,3 %) председатель НФЛ Талавс Юндзис ушёл в отставку.
9 октября 1999 года девятый съезд НФЛ принял решение о самоликвидации. Делегаты приняли решение обратиться в министерство юстиции с просьбой запретить использование названия и символики НФЛ другими организациями.
В Риге, по адресу ул. Вецпилсетас 13/15, открыт Музей Народного фронта Латвии.

### Председатели
Первый председатель НФЛ — Дайнис Иванс (1988—1990), второй — Ромуальдас Ражукас (1990—1992), третий — Улдис Аугсткалнс (1992—1995/1996), четвёртый — Талавс Юндзис (1995/1996-1998). После провала на выборах в Сейм Латвии в июне 1993 года был реорганизован в Христианскую народную партию (латыш. Kristīgā Tautas partija), а затем присоединился к Христианско-демократическому союзу.